# Friederike Frerichs
Friederike Frerichs (* 1944 in Rodenkirchen) ist eine deutsche Schauspielerin.

## Leben

### Ausbildung und Theater
Frerichs wurde in Rodenkirchen bei Oldenburg geboren. Sie arbeitete zunächst als Buchhändlerin in Marburg, Berlin, Konstanz und München. Von 1970 bis 1973 absolvierte sie in München an der Neuen Münchner Schauspielschule eine Schauspiel- und Gesangsausbildung.
Sie hatte anschließend Fest- und Gastengagements unter anderem am TamS-Theater in München, am Kinder- und Jugendtheater Schnawwl in Mannheim, am Stadttheater Heidelberg, an der Badischen Landesbühne Bruchsal, am Theater Oberhausen, am Schauspiel Frankfurt, am Staatstheater Kassel, am Staatstheater Karlsruhe und am Nationaltheater Mannheim. Sie wirkte auch regelmäßige bei freien Theaterproduktionen mit. 1994  inszenierte sie zusammen mit der Schauspielerin Elisabeth Auer (Neues Ensemble Mannheim) das Theaterstück „Späte Gegend“ von Lida Winiewicz.
Von 1997 bis 2005 war Frerichs dann festes Ensemblemitglied am Theater Ulm. Zu ihren Rollen dort gehörten  unter anderem Grete in „Die Präsidentinnen“ von Werner Schwab, Ann-Agathe in„Das Erbe“ von Bernard-Marie Koltès, Abby Brewster in Joseph Kesselrings Kriminalkomödie „Arsen und Spitzenhäubchen“, Spelunken-Jenny in Brecht/Weills „Die Dreigroschenoper“, Daja in „Nathan der Weise“ und Ella Rentheim in „John Gabriel Borkman“.
2007 gastierte sie am Stadttheater Koblenz als Abby Brewster in „Arsen und Spitzenhäubchen“. 2009 übernahm sie am Stadttheater Wilhelmshaven die Rolle der Claire Zachanassian in „Der Besuch der alten Dame“. 2013 spielte sie an der Berliner Staatsoper gemeinsam mit Hans Hirschmüller in
Salvatore Sciarrinos Musiktheater „Vanitas“. Im Sommer 2015 spielte sie im Kühlhaus am Gleisdreieck in Berlin in „Inanna in den Katakomben“ nach Motiven des Romans von Olga Tokarczuk; Regie führte Elzbieta Bednarska.

### Film und Fernsehen
Frerichs war seit Mitte der 1990er Jahre regelmäßig auch in Film- und Fernsehrollen zu sehen, wo sie meist als Nebendarstellerin eingesetzt wurde. Bereits 1979 hatte sie in der Puppenspielserie Hallo Spencer den Figuren Lulu, Mona  und Hans-Otto ihre Stimme geliehen. Seither war Friederike Frerichs auch in diversen Filmen zu sehen.
In Tom Tykwers Kinofilm Der Krieger und die Kaiserin (2000) spielte sie die Oberschwester Corinna. In dem Fernsehfilm Arnies Welt (2005) war sie als Nachbarin Rita Frings zu sehen. In der ARD-Fernsehreihe Liebe am Fjord war sie 2010 in der Rolle der Oma Inge zu sehen. In dem Kurzfilm Wie immer (2010) von Zubin Sethna verkörperte sie Gerda Beckert, eine an Demenz erkrankte alte Frau. In dem Fernsehfilm Am Kreuzweg (2011) spielte sie, an der Seite von Harald Krassnitzer, die Tante Luise.
In dem Spielfilm Lore (2012) verkörperte sie die Rolle der alten Witwe; sie erhielt dafür den Publikumspreis als „Beste Nebendarstellerin“ beim Internationalen Filmfestival von Locarno. In dem Spielfilm Das Mädchen und der Tod (2012) spielte sie, unter der Regie von Jos Stelling, die Rolle der alten Pflegerin Olga. In dem Märchenfilm Rotkäppchen (2012) war sie die alte Trude. Der Kurzfilm Martha & Karl (2012) der Regisseurin Julia Walter, in dem Frerichs die Hauptrolle spielte, wurde mit dem Blaue Blume Award für den schönsten romantischen Kurzfilm ausgezeichnet. In der ZDF-Krimireihe Friesland war sie 2014 als Frau Riefenberg zu sehen; sie spielte die Mutter des Frauenmörders.
In der ARD-Krimiserie Mord mit Aussicht übernahm sie von 2010 bis 2014 eine wiederkehrende Seriennebenrolle als Feinkosthändlerin Frau Runkelbach. Sie hatte auch Episodenrollen u. a. in den Serien SOKO Leipzig (2011; als Mutter des toten Jens Marquard), Die Draufgänger (2012), Notruf Hafenkante (2012; als Haushälterin Elfi Schmidt), About:Kate (2013; als Kioskverkäuferin) und Josephine Klick – Allein unter Cops (2015; als Kraftfahrerin).
Im September 2015 war sie in der ZDF-Thriller-Serie Blochin in einer Nebenrolle zu sehen, sie spielte die geistig verwirrte Zeugin Frau Jacobi. Im Oktober 2015 war sie in dem ZDF-Krimi Das Dorf der Mörder in der Rolle der geheimnisvollen alten Esther zu sehen, die auf dem Friedhof und vor dem verlassenen Gehöft der Polizistin Sanela Beara (Alina Levshin) Informationen zukommen lässt. Im November 2015 war sie in der Fernsehserie In aller Freundschaft in einer Episodenrolle zu sehen; sie spielte die 69-jährige Patientin und Witwe Waltraud Bürger, die den Pfleger Kris Haas (Jascha Rust) beim Pflegepersonal anschwärzt und schikaniert.
Im Dezember 2016 war Frerichs in zwei Folgen der Fernsehserie In aller Freundschaft – Die jungen Ärzte zu sehen; sie spielte die an Darmkrebs im Endstadium erkrankte pensionierte Pilotin Luise Graf, die zum Sterben in die Klinik kommt. Im November 2017 war sie in der ZDF-Fernsehserie Notruf Hafenkante in einer Episodenhauptrolle zu sehen; sie spielte die Nachbarin Elvira Grün, die sich an einem Pflegebetrug beteiligt, um ihre kleine Rente aufzubessern.

### Privates
1996 begann Frerichs mit einer Ausbildung zur Feldenkrais-Lehrerin, die sie 2001 abschloss. Frerichs lebt in Berlin.

## Filmografie (Auswahl)
- 1979: Hallo Spencer (Fernsehserie; Stimme/5 Folgen)
- 1993: Schwarz greift ein (Fernsehserie)
- 1993: Ärzte (Fernsehserie)
- 1995: Meermanns Baumhaus
- 2000: Der Krieger und die Kaiserin
- 2005: Arnies Welt (Fernsehfilm)
- 2010: Liebe am Fjord: Sommersturm (Fernsehreihe)
- 2010: Wie immer (Kurzfilm)
- 2010–2014; seit 2022: Mord mit Aussicht (Fernsehserie, Seriennebenrolle)
- 2011: Am Kreuzweg (Fernsehfilm)
- 2011: Lindburgs Fall
- 2011: SOKO Leipzig (Folge: Kind in Angst)
- 2012: Crashkurs
- 2012: Die Draufgänger (Folge: Tränenmeer)
- 2012: Notruf Hafenkante (Folge: Trau, schau, wem)
- 2012: Lore
- 2012: Das Mädchen und der Tod
- 2012: Martha & Karl (Kurzfilm)
- 2012: Rotkäppchen (Fernsehfilm)
- 2013: About:Kate (Fernsehserie; 2 Folgen)
- 2014: Friesland – Mörderische Gezeiten (Fernsehfilm)
- 2015: Josephine Klick – Allein unter Cops (Folge: Bürgerwehr)
- 2015: Die Suche nach Hitlers Volk (Dokumentarfilm mit Spielszenen)
- 2015: Blochin (Fernsehserie)
- 2015: Die Eisläuferin (Fernsehfilm)
- 2015: Das Dorf der Mörder (Fernsehfilm)
- 2015: In aller Freundschaft (Folge: Auf unbekanntem Terrain)
- 2016: Letzte Ausfahrt Gera – Acht Stunden mit Beate Zschäpe (Fernsehfilm)
- 2016: In aller Freundschaft – Die jungen Ärzte (Folge: Luft zum Atmen)
- 2016: In aller Freundschaft – Die jungen Ärzte (Folge: Ja zum Leben)
- 2017: Notruf Hafenkante (Folge: Schweigen ist Gold)
- 2017: Tatort: Dein Name sei Harbinger (Fernsehreihe)
- 2017: Eine gute Mutter
- 2018: Unschuldig
- 2018: Wolkenbruchs wunderliche Reise in die Arme einer Schickse
- 2019: SOKO Wismar (Folge: Freier Fall)
- 2019: SOKO Potsdam (Folge: Der Container)
- 2019: 1000 Könige (Kinofilm)
- 2019: Wolfsland – Das heilige Grab (Fernsehreihe)
- 2019: Eugen Spanck (Seriennebenrolle)
- 2019: Zwischen zwei Herzen (Fernsehfilm)
- 2019: Friesland: Hand und Fuß (Fernsehreihe)
- 2020: Tatort: Der letzte Schrey (Fernsehreihe)
- 2021: Tatort: Die dritte Haut (Fernsehreihe)
- 2021: Sweet Disaster
- 2022: Die Heiland – Wir sind Anwalt (Folge: Schikane einer alten Dame)
- 2023: Das Leben ist kein Kindergarten – Vaterfreuden (Fernsehreihe)
- 2024: Der Kommissar und die Angst (Fernsehreihe)